# Leeds United Women Football Club
Maillots
Leeds United Women Football Club est un club anglais de football féminin affilié à Leeds United. Il existe une autre équipe féminine à Leeds, Leeds City Vixens qui joue aussi la Coupe d'Angleterre de football féminine. 

## Histoire
Elles jouent en Premier League depuis 2001 après avoir été promu du championnat de la conférence nord. Lors de la saison 2005/2006, Leeds a terminé septième du championnat.
La plus belle performance de Leeds United reste la finale de la Coupe d'Angleterre contre Arsenal en 2006. Allan Clarke, joueur emblématique de Leeds United amena même les chaussettes porte bonheur qui lui avait portées chance lors de la finale Coupe d'Angleterre 1972 remportée contre Arsenal. Cependant ceci ne suffit pas, Arsenal Ladies remporta le match 5-0.
En 2007, Leeds atteint de nouveau la finale de la Coupe mais perd plus honorablement une nouvelle fois contre Arsenal 1-0 sur un but de Jayne Ludlow.
Leeds United joue ses matchs sur le terrain de Tadcaster Albion dans le North Yorkshire.
La joueuse vedette de Leeds est Sue Thomas qui joue dans l'équipe d'Angleterre depuis 10 ans.

## Palmarès
- FA Women's Premier League Nothern Division

2000-2001
- Finaliste de la Coupe d'Angleterre

2005-2006
- Finaliste de la Coupe de la Ligue

2006-2007